# Danh sách đĩa đơn quán quân Hot 100 năm 1969 (Mỹ)
Đây là danh sách các đĩa đơn đã đạt vị trí quán quân trên bảng xếp hạng Billboard Hot 100 năm 1969.
| Ngày phát hành | Bài hát                                             | Nghệ sĩ                      |
| -------------- | --------------------------------------------------- | ---------------------------- |
| 4 tháng 1      | "I Heard It Through the Grapevine"                  | Marvin Gaye                  |
| 11 tháng 1     | "I Heard It Through the Grapevine"                  | Marvin Gaye                  |
| 18 tháng 1     | "I Heard It Through the Grapevine"                  | Marvin Gaye                  |
| 25 tháng 1     | "I Heard It Through the Grapevine"                  | Marvin Gaye                  |
| 1 tháng 2      | "Crimson and Clover"                                | Tommy James & the Shondells  |
| 8 tháng 2      | "Crimson and Clover"                                | Tommy James & the Shondells  |
| 15 tháng 2     | "Everyday People"                                   | Sly and the Family Stone     |
| 22 tháng 2     | "Everyday People"                                   | Sly and the Family Stone     |
| 1 tháng 3      | "Everyday People"                                   | Sly and the Family Stone     |
| 8 tháng 3      | "Everyday People"                                   | Sly and the Family Stone     |
| 15 tháng 3     | "Dizzy"                                             | Tommy Roe                    |
| 22 tháng 3     | "Dizzy"                                             | Tommy Roe                    |
| 29 tháng 3     | "Dizzy"                                             | Tommy Roe                    |
| 5 tháng 4      | "Dizzy"                                             | Tommy Roe                    |
| 12 tháng 4     | "Aquarius/Let the Sunshine In (The Flesh Failures)" | The 5th Dimension            |
| 19 tháng 4     | "Aquarius/Let the Sunshine In (The Flesh Failures)" | The 5th Dimension            |
| 26 tháng 4     | "Aquarius/Let the Sunshine In (The Flesh Failures)" | The 5th Dimension            |
| 5 tháng 5      | "Aquarius/Let the Sunshine In (The Flesh Failures)" | The 5th Dimension            |
| 12 tháng 5     | "Aquarius/Let the Sunshine In (The Flesh Failures)" | The 5th Dimension            |
| 17 tháng 5     | "Aquarius/Let the Sunshine In (The Flesh Failures)" | The 5th Dimension            |
| 24 tháng 5     | "Get Back"                                          | The Beatles và Billy Preston |
| 31 tháng 5     | "Get Back"                                          | The Beatles và Billy Preston |
| 7 tháng 6      | "Get Back"                                          | The Beatles và Billy Preston |
| 14 tháng 6     | "Get Back"                                          | The Beatles và Billy Preston |
| 21 tháng 6     | "Get Back"                                          | The Beatles và Billy Preston |
| 28 tháng 6     | "Love Theme from Romeo and Juliet"                  | Henry Mancini                |
| 5 tháng 7      | "Love Theme from Romeo and Juliet"                  | Henry Mancini                |
| 12 tháng 7     | "In the Year 2525 (Exordium and Terminus)"          | Zager and Evans              |
| 19 tháng 7     | "In the Year 2525 (Exordium and Terminus)"          | Zager and Evans              |
| 26 tháng 7     | "In the Year 2525 (Exordium and Terminus)"          | Zager and Evans              |
| 2 tháng 8      | "In the Year 2525 (Exordium and Terminus)"          | Zager and Evans              |
| 9 tháng 8      | "In the Year 2525 (Exordium and Terminus)"          | Zager and Evans              |
| 16 tháng 8     | "In the Year 2525 (Exordium and Terminus)"          | Zager and Evans              |
| 23 tháng 8     | "Honky Tonk Women"                                  | The Rolling Stones           |
| 30 tháng 8     | "Honky Tonk Women"                                  | The Rolling Stones           |
| 6 tháng 9      | "Honky Tonk Women"                                  | The Rolling Stones           |
| 13 tháng 9     | "Honky Tonk Women"                                  | The Rolling Stones           |
| 20 tháng 9     | "Sugar, Sugar"                                      | The Archies                  |
| 27 tháng 9     | "Sugar, Sugar"                                      | The Archies                  |
| 4 tháng 10     | "Sugar, Sugar"                                      | The Archies                  |
| 11 tháng 10    | "Sugar, Sugar"                                      | The Archies                  |
| 18 tháng 10    | "I Can't Get Next to You"                           | The Temptations              |
| 25 tháng 10    | "I Can't Get Next to You"                           | The Temptations              |
| 1 tháng 11     | "Suspicious Minds"                                  | Elvis Presley                |
| 8 tháng 11     | "Wedding Bell Blues"                                | The 5th Dimension            |
| 15 tháng 11    | "Wedding Bell Blues"                                | The 5th Dimension            |
| 22 tháng 11    | "Wedding Bell Blues"                                | The 5th Dimension            |
| 29 tháng 11    | "Come Together" / "Something"                       | The Beatles                  |
| 6 tháng 12     | "Na Na Hey Hey Kiss Him Goodbye"                    | Steam                        |
| 13 tháng 12    | "Na Na Hey Hey Kiss Him Goodbye"                    | Steam                        |
| 20 tháng 12    | "Leaving on a Jet Plane"                            | Peter, Paul and Mary         |
| 27 tháng 12    | "Someday We'll Be Together"                         | Diana Ross & The Supremes    |